# نیروهای مذهبی بر بستر حرکت نهضت ملی
نیروهای مذهبی بر بستر حرکت نهضت ملی کتابی است از علی رهنما که در آن نویسنده به بررسی تاریخی زمینه‌های ملی‌شدن صنعت نفت و کودتای ۲۸ مرداد می‌پردازد.

## نقد
جلسه‌ای با حضور عباس سلیمی نمین، کاوه بیات و محمدحسین منظورالاجداد برای بررسی این کتاب در خرداد ۱۳۸۵ در کتابخانه و مرکز اسناد مجلس شورای اسلامی برگزار شد.
محمد بسته‌نگار در مقاله‌ای به این کتاب پرداخته‌است.
نقد دیگری نیز در پایگاه دوران منتشر شده‌است.
محمد قوچانی هم در روزنامه شرق مقاله‌ای راجع به این کتاب نوشته‌است.